# Muralto
Muralto é uma comuna da Suíça, no Cantão Tessino, com cerca de 3.003 habitantes. Estende-se por uma área de 0,6 km², de densidade populacional de 5.005 hab/km². Confina com as seguintes comunas: Locarno, Minusio, Orselina, Piazzogna, San Nazzaro.
A língua oficial nesta comuna é o Italiano.